# 979-es busz (Budapest)
A budapesti 979-es jelzésű éjszakai autóbusz Csepel, Csillagtelep és Újpalota, Nyírpalota út között közlekedik. Betétjárata 979A jelzéssel Csepel, Csillagtelep és a Deák Ferenc tér között jár. A vonalat az ArrivaBus Kft. és a Budapesti Közlekedési Zrt. üzemelteti.

## Útvonala
| Csepel, Csillagtelep felé | Újpalota, Nyírpalota út felé |
| --- | --- |
| Újpalota, Nyírpalota út vá. – Nyírpalota út – Drégelyvár utca – felüljáró – Csömöri út – Bosnyák tér – Thököly út – Stefánia út – Ajtósi Dürer sor – Dózsa György út – Hősök tere – Andrássy út – Bajcsy-Zsilinszky út – Deák Ferenc tér – Károly körút – Astoria – Múzeum körút – Kálvin tér – Üllői út – Ferenc körút – Boráros tér – Soroksári út – Kvassay Jenő út – Weiss Manfréd út – Kossuth Lajos utca – Erdősor utca – Csille utca – Szent László út – Festő utca – Erdősor utca – Kölcsey utca – Szabadság utca – Orion utca – Mars utca – Vénusz utca – Csepel, Csillagtelep vá. | Csepel, Csillagtelep vá. – Vénusz utca – Szabadság utca – Kölcsey utca – Erdősor utca – Kossuth Lajos utca – Weiss Manfréd út – Kvassay Jenő út – Soroksári út – Boráros tér – Közraktár utca – Fővám tér – Vámház körút – Kálvin tér – Múzeum körút – Astoria – Károly körút – Deák Ferenc tér – Bajcsy-Zsilinszky út – Andrássy út – Hősök tere – Dózsa György út – Ajtósi Dürer sor – Stefánia út – Thököly út – Bosnyák tér – Csömöri út – felüljáró – Drégelyvár utca – Nyírpalota út – Újpalota, Nyírpalota út vá. |

## Megállóhelyei
Az átszállási kapcsolatok között az azonos (Csepel, Csillagtelep – Hősök tere) útvonalon közlekedő 979A busz nincsen feltüntetve.
| 0  | Újpalota, Nyírpalota út végállomás      | 64 | |
| 0  | Vásárcsarnok                            | 63 | 973, 996, 996A |
| 1  | Fő tér                                  | 62 | 973, 996, 996A |
| 2  | Madách utca                             | 61 | |
| 3  | Apolló utca                             | 61 | |
| 4  | Molnár Viktor utca                      | 60 | |
| 5  | Cinkotai út                             | 59 | |
| 5  | Miskolci utca / Csömöri út              | 58 | |
| 6  | Rákospatak utca / Csömöri út            | 58 | |
| 7  | Bosnyák tér                             | 57 | 907 |
| 8  | Tisza István tér                        | 56 | 907, 907A |
| 9  | Amerikai út                             | 55 | 907, 907A |
| 11 | Zugló vasútállomás                      | 55 | 901, 907, 907A, 918, 973, 973A S50                                                                                       |
| 12 | Stefánia út / Thököly út                | 51 | 907, 907A, 973, 973A |
| 14 | Zichy Géza utca                         | 49 | |
| 15 | Ötvenhatosok tere                       | 48 | |
| ∫  | Dembinszky utca                         | 47 | |
| 15 | Damjanich utca / Dózsa György út        | 46 | |
| 16 | Benczúr utca                            | 45 | |
| 18 | Hősök tere M                            | ∫  | |
| 19 | Bajza utca M                            | 43 | |
| 20 | Kodály körönd M                         | 42 | |
| 21 | Vörösmarty utca M                       | 41 | |
| 23 | Oktogon M                               | 39 | 6 923, 934 (hétvége hajnalban)                                                                                           |
| 24 | Opera M                                 | 38 | 934 (hétvége hajnalban)                                                                                                  |
| 25 | Bajcsy-Zsilinszky út M                  | 36 | 914, 914A, 931, 934 (hétvége hajnalban), 950, 950A                                                                       |
| 27 | Deák Ferenc tér M                       | 35 | 100E 909, 909A, 914, 914A, 916, 931, 931A, 934 (hétvége hajnalban), 950, 950A, 990                                       |
| 28 | Astoria M                               | 30 | 100E 907, 907A, 908, 908A, 909, 909A, 914, 914A, 916, 931, 931A, 934 (hétvége hajnalban), 950, 950A, 956, 973, 973A, 990 |
| 33 | Kálvin tér M                            | 28 | 100E 909, 909A, 914, 914A, 934 (hétvége hajnalban), 950, 950A                                                            |
| 33 | Köztelek utca                           | ∫  | 914, 914A, 934 (hétvége hajnalban), 950, 950A                                                                            |
| 35 | Corvin-negyed M                         | ∫  | 6 914, 914A, 923, 934 (hétvége hajnalban), 950, 950A                                                                     |
| 36 | Mester utca / Ferenc körút              | ∫  | 6 923, 934 (hétvége hajnalban)                                                                                           |
| ∫  | Fővám tér M                             | 27 | 934 (hétvége hajnalban)                                                                                                  |
| ∫  | Zsil utca                               | 25 | 934 (hétvége hajnalban)                                                                                                  |
| 42 | Boráros tér H                           | 24 | 6 918, 923, 934 (hétvége hajnalban)                                                                                      |
| 43 | Haller utca / Soroksári út              | 22 | 918, 923, 934 (hétvége hajnalban)                                                                                        |
| 44 | Müpa – Nemzeti Színház H                | 21 | 918, 923, 934 (hétvége hajnalban)                                                                                        |
| 45 | Közvágóhíd H                            | 21 | 901, 918, 923, 934 (hétvége hajnalban)                                                                                   |
| 46 | Nemzeti Atlétikai Stadion               | 16 | |
| 47 | Csepeli híd                             | 15 | |
| 48 | Szabadkikötő H                          | 13 | |
| 50 | Corvin-csomópont                        | 11 | |
| 52 | Kossuth Lajos utca / Ady Endre út       | 10 | 948 |
| 54 | Szent Imre tér                          | 9  | 938, 948 |
| 55 | Karácsony Sándor utca                   | 6  | 938, 948 |
| 57 | Görgey Artúr tér                        | 5  | 938, 948 |
| 58 | Szent István út                         | ∫  | 938 |
| 59 | Völgy utca                              | 4  | 938 |
| 59 | Erdősor utca (↓) Kossuth Lajos utca (↑) | 3  | 938 |
| 60 | Technikus utca                          | 2  | |
| ∫  | Kölcsey utca (Erdősor utca)             | 2  | |
| 61 | Kölcsey utca                            | ∫  | |
| 62 | Csikó sétány                            | ∫  | |
| 63 | Csille utca                             | ∫  | |
| 65 | Szent László utcai lakótelep            | ∫  | |
| 66 | Fémmű utca                              | ∫  | |
| 67 | Posztó utca                             | ∫  | |
| 68 | Erdősor utca                            | ∫  | |
| 69 | Iskola tér                              | ∫  | |
| 70 | Szabadság utca                          | ∫  | |
| 71 | Jupiter utca                            | ∫  | |
| ∫  | Iskola tér                              | 1  | |
| ∫  | Kölcsey utca                            | 0  | |
| 73 | Csepel, Csillagtelep végállomás         | 0  | |